# 周德華 (唐朝)
周德華（？—？），周季崇與劉采春的女兒，善歌《楊柳枝詞》。

## 生平
《楊柳枝曲》作者說法不一。有的記載為周德華採賀知章、滕邁、楊巨源、韓琮、劉禹錫等人之作為歌詞，也有說是劉禹錫的作品，但劉集中不載，亦有實為白居易所作的記載。
周德華認為溫庭筠和他的好友裴諴他們的詞浮艷，不肯演唱二人之詞。

## 評價
- 《雲溪友議·溫裴黜》：德華者，乃劉采春女也。雖羅嗊之歌，不及其母；而《楊柳枝》詞，采春難及。